# Akbesia davidi
Akbesia davidi ist die einzige Art der Gattung Akbesia aus der Schmetterlingsfamilie der Schwärmer (Sphingidae). Die seltene Art ist nach der Stadt Akbez in der Nähe von Hassa in der Türkei benannt. Da große Teile der natürlichen Vegetation in diesem und vielen anderen Bereichen weiter östlich zerstört wurden, ist es möglich, dass die Art in großen Teilen ihres früheren türkischen Verbreitungsgebietes ausgestorben ist. Da die Raupen außerdem an Pistazien fressen, trägt der Insektizideinsatz in der Landwirtschaft sein Übriges zum Rückgang der Art bei.

## Merkmale
Die Falter haben eine Flügelspannweite von 60 bis 70 Millimetern. Sie sind sehr auffällig gefärbt und können in der westlichen Paläarktis nur schwer mit anderen Arten verwechselt werden. Der Apex der Vorderflügel ist spitz zulaufend. Der Außenrand der Vorderflügel ist eingebuchtet und konvex. Sowohl ein Frenulum als auch ein Retinaculum sind ausgebildet. Der Saugrüssel ist so lang, dass er bis über die Mitte des Hinterleibs reicht. Die Labialpalpen sind kurz und nicht nach vorn gerichtet. Oberhalb der Facettenaugen befinden sich wimpernartige Schuppen. Die Fühler der Männchen tragen lange, seriate Setae, die der Weibchen sind einfach zylindrisch und haben weder seitliche Gruben noch verlängerte Setae. Das letzte Glied ist bei beiden Geschlechtern kurz. Die Schienen (Tibien) haben keine Stacheln, die Schienen der Vorderbeine tragen jedoch einen langen apikalen Dorn. Auf den Hinterschienen befinden sich zwei Paar Sporne. Der Pulvillus ist klein. Ein Paronychium ist vorhanden, der ventrale Lobus ist jedoch zurückgebildet. Die Flügeladern Rs und M1 auf den Hinterflügeln sind verzweigt, die Ader M2 entspringt in der Mitte der Zelle. Die Tiere sind in ihrer Färbung wenig variabel.
Die Eier sind mit 1,55 mal 1,90 Millimetern im Verhältnis zur Größe der Tiere groß. Sie sind weißlich-gelb gefärbt.
Die Raupen werden bis zu 45 Millimeter lang. Sie sind nach dem Schlupf etwa sechs Millimeter lang, weißlich, mit schwarzem Analhorn. Mit dem Fressen werden sie grünlich-gelb und tragen dunkelgrüne Streifen am Rücken. Sowohl der Kopf als auch der Körper sind mit feinen Tuberkeln versehen. Während der nächsten zwei Raupenstadien verfärben sich die Tiere blaugrün, bekommen weiße schräge Streifen an den Seiten und das Analhorn verfärbt sich rosa. Im letzten Stadium treten zwei Farbvarianten auf. Die eine ist einfärbig blaugrün, die andere ebenso, trägt aber lachsfarbene Flecken um die Stigmen und an der Basis des Nachschiebers. Unterhalb der Stigmen verläuft eine blassgelbe Längslinie, die vom Kopf bis zum ersten lachsfarbenen Fleck am Hinterleib verläuft. Außerdem tragen die Tiere sieben schräge Streifen an den Seiten, die ebenso blassgelb gefärbt sind. Die Wangen des dreieckig geformten Kopfes und das Analhorn sind ebenso gefärbt. Die Bauchbeine sind basal gelb und haben lachsfarbene „Socken“. Ausgewachsene Raupen haben Ähnlichkeit mit denen des Lindenschwärmers (Mimas tiliae). Selten tritt auch eine rosa-braune Farbvariante auf.
Die Puppe ist etwa 30 Millimeter lang. Sie ist glänzend dunkel mahagonibraun gefärbt und hat einen sehr scharf zugespitzten Kremaster. Sie sieht der des Nachtkerzenschwärmers (Proserpinus proserpina) ähnlich.

## Vorkommen
Die Art ist vereinzelt aus dem Süden der Türkei, dem Norden Syriens und Israels, dem Westen Jordaniens, dem Südosten der Türkei, dem Nordosten des Irak, dem Südosten Georgiens, dem Norden des Iran, dem Zāgros-Gebirge im Westen des Irans, dem iranischen Belutschistan und dem östlichen Afghanistan dokumentiert. Die Art könnte auch in Aserbaijan, dem Elburs-Gebirge im Nordiran, im Südiran und im nördlichen Afghanistan vorkommen, wo ähnliche Habitate existieren.
Die Art tritt nur lokal auf, dies jedoch häufig in großer Anzahl an bestimmten Orten in felsigen, hügeligen Lebensräumen mit vereinzelten Bewuchs von Bäumen und Büschen wie Eichen (Quercus), Ölbäumen (Olea), Ceratonia und Pistazien (Pistacia).

## Lebensweise
Die Falter werden von künstlichen Lichtquellen angezogen, an denen sie oft in großer Zahl beobachtet werden können. Die Imagines nehmen keine Nahrung zu sich, saugen jedoch an Wasser, wenn man ihnen dieses anbietet.

### Flug- und Raupenzeiten
Die Falter treten in zwei Generationen pro Jahr auf. Im Iran fliegen sie im April und Mai sowie von Ende Juli bis August. In Jordanien fliegt die Art abhängig von der Seehöhe Anfang bis Ende Juni.

### Nahrung der Raupen
Die Raupen wurden an Atlantischer Pistazie (Pistacia atlantica) und an Pistacia terebinthus subsp. palaestina, einer Unterart der Terpentin-Pistazie (Pistacia terebinthus) nachgewiesen. In der Aufzucht fressen sie auch Perückenstrauch (Cotinus coggygria) und Gewürzsumach (Rhus coriaria), was nahelegt, dass diese Pflanzen auch in freier Wildbahn gefressen werden.

## Entwicklung
Die Weibchen legen ihre Eier einzeln an der Unterseite der Blätter der Nahrungspflanzen ab. Nach dem Schlupf suchen die Raupen nach einem geeigneten Blatt, um dort einen seidenen Fleck zu spinnen, an dem sie sich verpuppen. Erst ab dem zweiten Raupenstadium fressen sie an der Unterseite dieses Blattes. Die Verpuppung erfolgt in einem lockeren Kokon zwischen Pflanzenteilen am Boden. Die Puppe überwintert.

## Spezialisierte Feinde
Die Raupenfliege Drino atropivora ist als Parasitoid der Art nachgewiesen.

## Belege